# 高乃麗
高乃 麗（たかの うらら、1961年8月16日 - ）は、日本の声優、女優、歌手、ナレーター。千葉県東金市出身。リマックス前代表取締役社長。本名・旧芸名は高山 ひさ子（たかやま ひさこ）。声優の桐江杏奈は娘。

## 経歴
かつては文学座演劇研究所、賢プロダクションに所属していた。

### 生い立ち
13歳上の兄と9つ上の姉がいるが、年が離れていたため、一人っ子のように育てられた。近所の子供の間では一番年上だったため、ガキ大将のような存在だったとのこと。母親が音楽の教師で、自宅でもピアノ教室を開いており、自身もピアノを習い、小中と合唱部に所属していた。部活動は、合唱部以外にも陸上・バスケット・鼓笛隊・落語研究会などにも所属したことがある。高校時代は、バスケ部と剣道部とフォークソング部にも所属していた。父親も教師で校長を務めていた。
小学3年生の頃には作家を目指していたという。当時書いた作文が県でとても良い評価を受け、自身が小学5年の頃からの5年間、千葉県全国一斉テストの試験問題として使われた。歌手も子供の頃の夢だったと語っており、小学3年の時に『スター誕生!』に出演したこともある。
子供の頃から、兄の影響で子ども向けの英字新聞を購読させられ、その影響で英語が分かるようになる。中学2年の時に英字新聞に載っていた広告を見て、1人でアメリカに1か月間のホームステイを経験している。この際、行きの道すがら乗り継ぎの飛行機を乗り間違えたが、スチュワーデスに付き添われて正しい便に乗り直せたという。このことを、「子供の頃に人生観を大きく変えたエピソード」として挙げている。高校3年の時には、転校してオーストラリアのカレッジ、短大に編入したこともある。

### キャリア
演劇を始めたのは高校の後に帰国して入学した美術大学で、大学そのものはすぐにやめてしまったものの、演劇をやっている人たちに出会ったことが演劇に向かうきっかけだったと語る。劇団四季を受験し、合格したが、四季の舞台を見て「合わない」と感じて1日で退団。その後、文学座を受験して合格する。1年間所属したが、劇団員試験で落選。OL生活を1年続けるが、「芝居をやりたい」という気持ちを抑えきれず、MODEの前身となるちかまつ芝居に所属。ここで芝居をする中で、雑誌に掲載されていた野村道子が開いていた講座の記事を目にし、受講した。賢プロダクションが立ち上げられたばかりで野村が新しい人材に興味を示していたこともあり、「声が面白い」と見込まれ声優の仕事に誘われて声の仕事をすることになった。1〜2年は仕事がない期間が続いたが、言われるがまま受けたオーディションで『がんばれ!キッカーズ』で1年間のレギュラーが決まり、それが声優としての初仕事となった。

## 人物・特色
海外ドラマ、洋画の吹き替え、アニメ、ゲームのアフレコ、ナレーションなど幅広く活躍。
元気のいい少年役から色っぽい女性役まで、幅広い役柄で活躍。
ジャズシンガーとしても活動しており、アルバムも出している。
2012年には田中真弓、伊倉一恵、竹田えりとともに演劇ユニット「コーネンキーズ」を結成したり、折笠愛と演劇ユニット「Something TWO」（外部リンク参照）も結成している。
アニメ吹き替えでは『イウォーク物語』（ボジー役）や『パパはグーフィー』（P.J.役）の声を担当している。

## 出演
太字はメインキャラクター。

### テレビアニメ
1986年
- がんばれ!キッカーズ（大高守）

1987年
- めぞん一刻
- きまぐれオレンジ☆ロード（スケバン）
- 十五少年漂流記 瞳の中の少年（ドノバン）

1988年
- 美味しんぼ（富井ヒトシ）

1989年
- 小公子セディ
- ジャングルブック・少年モーグリ（1989年 - 1990年、モーグリ）
- 獣神ライガー（信夫）
- それいけ!アンパンマン（1989年 - 2024年、ゴミラ、フラッペちゃん〈初代〉、ガマンぼうや、にんじゃのニャンジャ〈2代目〉、そよかぜくん、てっかどんまん、だいりくん〈4代目〉）
- 機動警察パトレイバー（1989年 - 1990年、ばあさん）

1990年
- ドラえもん（テレビ朝日版第1期）
- 魔神英雄伝ワタル2（1990年 - 1991年、海火子、レム）
- らんま1/2 熱闘編（1990年 - 1992年）

1991年
- おちゃめなふたご クレア学院物語（ジョーン）
- 緊急発進セイバーキッズ
- ジャンケンマン（ドッチのドン）
- ちいさなおばけアッチ・コッチ・ソッチ（ボン）
- アニメひみつの花園（ジム）
- 楽しいムーミン一家（フローラ）
- 少年アシベ（1991年 - 1993年、小池、不良少年、阿南スガオ〈2代目〉、坂田兄〈2代目〉、麻原ジュンコ〈2代目〉） - 2シリーズ
- 絶対無敵ライジンオー（山口実、レオニ）
- 21エモン（モコラ ）
- わたしとわたし ふたりのロッテ（1991年 - 1992年、アンニー）

1992年
- ママは小学4年生（山口大介 ）
- 伝説の勇者ダ・ガーン（1992年 - 1993年、生徒、ヤンチャー王子）
- カリメロ（ピーターの母）
- ノンタンといっしょ（たぬきくん）
- 超電動ロボ 鉄人28号FX（ガム）

1993年
- 笑ゥせぇるすまん
- コボちゃん
- クレヨンしんちゃん（1993年 - 2018年、看護婦、タケシのママ、課長婦人、大利根川みね子、主任、東松山たね、ふかづめ竜子〈代役〉、大室山和子）
- 熱血最強ゴウザウラー（1993年 - 1994年、峯崎拳一、田辺久美子）
- 疾風!アイアンリーガー（1993年 - 1994年、ヒロシ、サリー）
- 忍たま乱太郎（1993年 - 2019年、池田三郎次〈初代〉、きのこ共同副組合長、茶店のばあさん、佐武虎若、おばさんA 他）
- 楽しいウイロータウン（1993年 - 1994年、ラッティー）

1994年
- ツヨシしっかりしなさい（講師B、寮長）
- とっても!ラッキーマン（1994年 - 1995年、です代、いじめっこA、ですレレラ、です代似の町娘）
- 機動武闘伝Gガンダム（ボビー、少年時代のチコ）
- レッドバロン (アニメ)（レティ・マッスル）
- 超くせになりそう（ドン・コルネオールJr）
- 幽☆遊☆白書（快晴））
- とんでぶーりん（先輩レスラー）
- マクロス7（1994年 - 1995年、ビヒーダ、北条アキコ）
- 覇王大系リューナイト（シャルレ）

1995年
- 魔法陣グルグル（ギップル）
- ロミオの青い空（アントニオ）
- 愛天使伝説ウェディングピーチ（じゃ魔ポン）
- NINKU -忍空-（潮）
- バーチャファイター（チン）
- 飛べ!イサミ（貫太郎）

1996年
- 爆走兄弟レッツ&ゴー!!（1996年 - 1998年、鷹羽リョウ、サンシャインズ選手、パティ、ベンジャミン・ワタナベ、楠大吾） - 3シリーズ
- 名探偵コナン（1996年 - 2019年、浩樹、一美、麻理、大林佳央理、堂島多津子）
- 機動新世紀ガンダムX（ドラッソ）
- ガンバリスト!瞬（光太郎）
- 赤ちゃんと僕（6年男子A）
- セイバーマリオネットJ（1996年 - 1998年、ティーゲル、夢路） - 2シリーズ
- モジャ公（モモンジャ）

1997年
- 快傑ゾロ（ソドム）
- みどりのマキバオー（スーパースナッズ）
- キューティーハニーF（カッタークロー）
- スーパーフィッシング グランダー武蔵（1997年 - 1998年、風間武蔵） - 2シリーズ
- ポケットモンスター（マチスのライチュウ）
- ネクスト戦記EHRGEIZ（ケン）
- さくらももこ劇場 コジコジ（1997年 - 1999年、次郎）

1998年
- こちら葛飾区亀有公園前派出所（村瀬賢治〈少年時代〉）
- LET'S ぬぷぬぷっ（スシ猫）
- ああっ女神さまっ 小っちゃいって事は便利だねっ 1998年 - 1999年、マーラー、子ネズミ）

1999年
- コレクター・ユイ（魔女）
- 魔法使いTai!（中富菜緒子）
- イソップワールド（獅子若丸）
- ∀ガンダム（キャンサー ）
- ごぞんじ!月光仮面くん（スクコ）
- スーパードール★リカちゃん（水島想太）
- ビックリマン2000（千舞道士）
- 風雲!戦国を駆ける武将 〜アニメ静岡県史〜（勘太）

2000年
- 世界名作劇場・完結版 母をたずねて三千里（ナレーション）
- HUNTER×HUNTER（第1作）（2000年 - 2001年、イルミ、ジン〈少年〉）
- ドキドキ♡伝説 魔法陣グルグル（ギップル、グラマー美人）
- サクラ大戦TV（マリア・タチバナ）
- 遊☆戯☆王デュエルモンスターズ（2000年 - 2003年、インセクター羽蛾）

2001年
- 爆転シュート ベイブレード（2001年 - 2003年、火渡カイ） - 3シリーズ
- ノワール（シャオリー）
- キャプテン翼（平成版）（2001年 - 2002年、石崎了 （）
- 神鵰侠侶 コンドルヒーロー（李莫愁）

2002年
- バンパイヤン・キッズ（オババ）
- よばれてとびでて!アクビちゃん（ネコばあさん）

2003年
- ガンパレード・マーチ 〜新たなる行軍歌〜（田代香織）
- 人間交差点（副所長）
- 獣兵衛忍風帖 龍宝玉篇（写絵）
- 金色のガッシュベル!!（2003年 - 2006年、ゼオン）
- トキ この地球（ほし）の未来を見つめて（ウサギ、初穂女、金太 他）

2004年
- 北へ。〜Diamond Dust Drops〜（催馬楽笙子）
- それいけ!ズッコケ三人組（ハチベエ〈八谷良平〉）

2005年
- BECK（和緒）
- ああっ女神さまっ（2005年 - 2006年、マーラー） - 2シリーズ
- パタリロ西遊記!（紅孩児）
- 韋駄天翔（女の子）
- Paradise Kiss（永瀬リサ）

2006年
- 爆球Hit! クラッシュビーダマン（蔵木コドウ）
- アニマル横町（しまシマ子）
- シムーン（ワウフ）
- 人造昆虫カブトボーグ V×V（石田百合江）

2007年
- DARKER THAN BLACK -黒の契約者-（アルマ、EPRメンバー）
- 結界師（2007年 - 2008年、花島亜十羅）

2008年
- イタズラなKiss（マリー・ロビンス）
- きらりん☆レボリューション STAGE3（雪野有紀乃）
- 魔法遣いに大切なこと 〜夏のソラ〜（白石沙織）
- ゴルゴ13（パメラ）

2009年
- クッキンアイドル アイ!マイ!まいん!（申酉礼子）

2010年
- ハートキャッチプリキュア!（サソリーナ）
- さらい屋 五葉（姐さん）

2012年
- まじっく快斗（アリス）
- ドラえもん（テレビ朝日版第2期）（シャマテ）
- 聖闘士星矢Ω（闇の精霊）

2013年
- 探検ドリランド -1000年の真宝-（2013年 - 2014年、アゲハ神姫マチ）

2014年
- 金田一少年の事件簿R（鬼沢龍子）
- プリパラ（2014年 - 2017年、大神田グロリア、黒パンダ）

2017年
- アイドルタイムプリパラ（2017年 - 2018年、大神田川ババリア）

2018年
- Fate/EXTRA Last Encore（ライダー / フランシス・ドレイク）
- 蒼天の拳 REGENESIS（白狼）
- Cutie Honey Universe（ギルパンサー）

2019年
- ぱすてるメモリーズ（勇輝）
- KING OF PRISM -Shiny Seven Stars-（十王院千）
- ゲゲゲの鬼太郎（第6作）（魔猫）
- Fate/Grand Order -絶対魔獣戦線バビロニア-（フランシス・ドレイク）

2020年
- 体操ザムライ（マダム）

2022年
- 古見さんは、コミュ症です。（しょこら）
- 名探偵コナン ゼロの日常（浩樹）
- 名探偵コナン 犯人の犯沢さん（浩樹）

2025年
- 全修。（社長、ナオミ）

### 劇場アニメ
1987年
- みんなあげちゃう（蘭子）

1990年
- 殺人切符はハート色（おばさん）

1992年
- ドラえもん のび太と雲の王国（タガロ）
- YAWARA! それゆけ腰ぬけキッズ!!（高井勝）

1995年
- KAZU&YASU ヒーロー誕生
- それいけ!アンパンマン アンパンマンとハッピーおたんじょう日（フラッペちゃん）
- マクロスプラス MOVIE EDITION（ケイト・マッソー）

1996年
- 劇場版 魔法陣グルグル（ギップル）
- 新きまぐれオレンジ☆ロード そして、あの夏のはじまり（安西朱里）

1997年
- 爆走兄弟レッツ&ゴー!!WGP 暴走ミニ四駆大追跡!（鷹羽リョウ）

1998年
- ピカチュウのなつやすみ（ライチュウ）

1999年
- MARCO 母をたずねて三千里（パブロ）

2000年
- A・LI・CE（カスバ）

2001年
- サクラ大戦 活動写真（マリア・タチバナ）
- それいけ!アンパンマン ゴミラの星（ゴミラ）

2002年
- 爆転シュート ベイブレード THE MOVIE 激闘!!タカオVS大地（火渡カイ）
- 名探偵コナン ベイカー街の亡霊（滝沢進也）

2005年
- 劇場版 NARUTO -ナルト- 大激突!幻の地底遺跡だってばよ（フガイ）

2008年
- ジーニアス・パーティ・ビヨンド「GALA」（コオニ）

2009年
- それいけ!アンパンマン だだんだんとふたごの星（ゴミラ）

2010年
- おまえ うまそうだな（ブラリ）
- 銀幕ヘタリア Axis Powers Paint it, White（白くぬれ!）（ベラルーシ）

2013年
- 聖☆おにいさん（玩具屋『ことりや』女店主）

2016年
- 映画プリパラ み〜んなのあこがれ♪レッツゴー☆プリパリ（大神田グロリア）

2021年
- Fate/Grand Order -終局特異点 冠位時間神殿ソロモン-（フランシス・ドレイク）

### OVA
1986年
- ウォナビーズ（バスター堀口）

1990年
- バブルガムクライシス（ケイト）
- Licca ふしぎな不思議なユーニア物語（チビ竜）

1991年
- スケバン刑事（海槌亜悠巳）

1992年
- JOKER マージナル・シティ（サキ）
- ハード&ルーズ 〜私立探偵・土岐正造トラブル・ノート〜（少年）

1993年
- 魔神英雄伝ワタル 終わりなき時の物語（1993年 - 1994年、海火子）
- ロックマン 星に願いを（ブルース）

1994年
- 疾風!アイアンリーガー 銀光の旗の下に（1994年 - 1995年、ヒロシ）
- 新・キューティーハニー（セイレーン）
- ファイナルファンタジー（ルージュの部下）
- マクロスプラス（ケイト・マッソー）

1995年
- SMガールズ セイバーマリオネットR（エッジ）
- 学校の幽霊

1996年
- 地獄堂霊界通信（金森てつし）
- スレイヤーズすぺしゃる（子供、おばあさん）
- POWER DoLLS〜オムニ戦記2540〜（ハーディ・ニューランド）
- マスターモスキートン（ファラオ）

1997年
- ガルフォース・ザ・レボリューション（ウィザエル）
- サクラ大戦 桜華絢爛（マリア・タチバナ）
- またまたセイバーマリオネットJ（ティーゲル、夢二）

1998年
- 支配者の黄昏 TWILIGHT OF THE DARK MASTER（茜龍）
- ONE PIECE 倒せ!海賊ギャンザック（モンキー・D・ルフィ）

1999年
- サクラ大戦 轟華絢爛（マリア・タチバナ）

2002年
- サクラ大戦 神崎すみれ 引退記念 す・み・れ（マリア・タチバナ）
- HUNTER×HUNTER（イルミ＝ゾルディック）

2010年
- ハローキティの雪の女王（山賊の娘）
- ハローキティの3匹のこぶた（ブー助）

2012年
- スパイペンギン（ねずみのお母さん）
- 聖☆おにいさん（たばこ屋の店主）

### Webアニメ
- Axis powers ヘタリア（2009年 - 2010年、ベラルーシ、ベラルーシ猫） - 2シリーズ
- ソードガイ The Animation（2018年、田中泰子[47]）
- Fate/Grand Order -絶対魔獣戦線バビロニア- Episode 0 Initium Iter（2019年、フランシス・ドレイク）
- Youtubeオリジナル コジコジ（2019年、次郎）
- 魔神英雄伝ワタル 七魂の龍神丸（2020年、海火子）
- 銀魂 THE SEMI-FINAL 真選組篇（2021年、バブルス王女〈2代目〉）
- アイドルランドプリパラ（2021年 - 2022年、大神田川グロリア、大神田沼オバリア）

### ゲーム
1995年
- 空想科学世界ガリバーボーイ（ロレンス）
- ハーミィホッパーヘッド 〜スクラップパニック〜（ハーミィ）

1996年
- パワードールFX（ハーディ・ニューランド）
- サクラ大戦 シリーズ（1996年 - 2008年、マリア・タチバナ） - 8作品
- 殻の中の小鳥（メーア・エーデルシュタイン）
- ヒロインドリーム（源舞由紀）

1997年
- 天外魔境 第四の黙示録（キャサリン）
- EVE burst error SS版（シリア・フラット）
- サクラ大戦 花組通信（マリア・タチバナ）
- キューブバトラー デバッガー翔編（甲賀忍）
- サイバーボッツ SS・PS版（マリー・ミヤビ）
- セイバーマリオネットJ BATTLE SABERS（ティーゲル）
- あすか120%エクセレント BURNING Fest.（キャシィ・ワイルド）
- 真説サムライスピリッツ 武士道烈伝（疾風の鈴音、烈風の飛音）
- グランストリーム伝紀（ラルミィ・レスタリア）
- サクラ大戦 蒸気ラジヲショウ（マリア・タチバナ）
- ミニ四駆 爆走兄弟レッツ&ゴー!!WGP HYPER HEAT（鷹羽リョウ）
- 銀河お嬢様伝説ユナ シリーズ（1997年 - 1998年、黒皇帝・玉鷲） - 2作品

1998年
- 新世代ロボット戦記ブレイブサーガ（1998年 - 2000年、ヤンチャー王子） - 2作品
- 爆走兄弟レッツ&ゴー!! エターナルウィングス（鷹羽リョウ）
- サクラ大戦 帝撃グラフ（マリア・タチバナ）

1999年
- 火魅子伝〜恋解〜（音羽）
- ヴァルキリープロファイル（ジェイル、イセリア・クイーン、ベリナスの妻）
- スタートリング オデッセイ1 ブルーエヴォリューション
- 爆走デコトラ伝説2 男人生夢一路（涼香）

2000年
- 大神一郎奮闘記 〜サクラ大戦歌謡ショウ「紅蜥蜴」より〜（マリア・タチバナ）
- さくらももこ劇場 コジコジ（次郎）
- スキャンダル（北沢沙紀）
- TVDJ（ウー）
- 高機動幻想ガンパレード・マーチ（田代香織）
- ソニックシャッフル（ヴォイド）

2003年
- 遊☆戯☆王デュエルモンスターズ8 破滅の大邪神（インセクター羽蛾）
- 北へ。〜Diamond Dust〜（催馬楽笙子）

2004年
- 007 エブリシング オア ナッシング（セリーナ・サンジェルマン）
- 金色のガッシュベル!! シリーズ（2004年 - 2005年、ゼオン） - 7作品
- スーパーロボット大戦GC（レジアーネ・ヨゼフィーヌ）

2005年
- 新世紀勇者大戦（那由他沙織）
- ドラゴンフォース PS2版（ジュノーン）

2006年
- ヴァルキリープロファイル レナス（ジェイル、イセリア・クイーン、ベリナスの妻）
- SDガンダム GGENERATION（2006年 - 2011年、キャンサー・カフカ） - 2作品
- スーパーロボット大戦XO（レジアーネ・ヨゼフィーヌ）
- アニマル横町 〜どき☆どき 進級試験！の巻〜（しまシマ子）

2007年
- Microsoft Flight Simulator X
- シムーン 異薔薇戦争 〜封印のリ・マージョン〜（ワウフ）
- Heavenly Sword 〜ヘブンリーソード〜（オロチ）

2008年
- イナズマイレブン（栗松鉄平）

2009年
- こども教育テレビWii あいうえ・おーちゃん（ぶんちゃん、ミーノ）
- スーパーロボット大戦NEO（峯崎拳一、田辺久美子）

2010年
- Fate/EXTRA（ライダー〈フランシス・ドレイク〉）

2011年
- InFAMOUS 2（ニックス）
- 謎惑館 〜音の間に間に〜

2012年
- キングダム ハーツ 3D ［ドリーム ドロップ ディスタンス］（エスメラルダ）

2013年
- スーパーロボット大戦OGサーガ 魔装機神III PRIDE OF JUSTICE（バシュリエ・ドローゼン）
- スーパーロボット大戦Operation Extend（峯崎拳一、田辺久美子）

2014年
- スーパーロボット大戦OGサーガ 魔装機神F COFFIN OF THE END（バシュリエ・ドローゼン）

2015年
- デビル メイ クライ4 スペシャルエディション（エキドナ）
- Fate/Grand Order / Arcade（2015年 - 2019年、フランシス・ドレイク、ビリー・ザ・キッド） - 2作品

2016年
- スーパーロボット大戦OG ムーン・デュエラーズ（レジアーネ・ヨゼフィーヌ）
- 遊☆戯☆王デュエルモンスターズ 最強カードバトル!（インセクター羽蛾）
- チェインクロニクル〜絆の新大陸〜（マリア・タチバナ）
- ファイナルファンタジーXV（六神）
- League of Legends（イラオイ）

2018年
- Fate/EXTELLA LINK（フランシス・ドレイク）
- Fallout 76（ローズ、ロザリン・ジェフリーズ）
- サガ スカーレット グレイス 緋色の野望（イレーネ）
- コール オブ デューティ ブラックオプス 4（クリスティーナ・ファウラー）

2019年
- キングダム ハーツIII（ティア・ダルマ）
- クイズRPG 魔法使いと黒猫のウィズ（ゾエル、デメテルV / シアリーズ）
- 金色のガッシュベル!! Golden Memories（ゼオン）

2021年
- 共闘ことばRPG コトダマン（ゼオン）
- セブンナイツ2（イオタ）

2024年
- 金色のガッシュベル!! 永遠の絆の仲間たち（ゼオン）

2025年
- アクウギャレット EXA LABEL（司令官）

### ドラマCD
1990年
- 魔神英雄伝ワタル2（海火子）※カセット

1992年
- 魔神英雄伝ワタル2 メモリアルCD「星界山ロケハン物語」（海火子）
- 魔神英雄伝ワタル3 ぼくの虎王 第二章 鳳凰樹の下で（海火子）

1993年
- 熱血最強ゴウザウラー SAURERS NOTE,3（峯崎拳一、田辺久美子）
- 魔神英雄伝ワタル4 CDシネマ2「小さな恋の海火子」（海火子）

1994年
- 魔神英雄伝ワタル4 CDシネマ5「創界山パラダイス」（海火子）

1995年
- ロックマン危機一髪（ラッシュ）

1996年
- 魔法陣グルグル ドラマCD 〜水晶玉を取り戻せ!暗闇の中は大コンランですゾ!!〜（ギップル）

1997年
- 花のあすか組! 外伝（桐生）

1999年
- 9番目のムサシ（篠塚高）

2000年
- Wジュリエット オリジナルドラマCD （2000-2001 Happy CD Box）（天野真琴）※『花とゆめ』応募者全員サービス
- 富士見二丁目交響楽団 第2部（後） 悠季のためのパヴァーヌ

2001年
- Wジュリエット（天野真琴）

2002年
- Wジュリエット stage II（天野真琴）

2004年
- それいけ! ズッコケ三人組 〜ズッコケ海底大陸の秘密〜（八谷良平〈ハチベエ〉）

2010年
- 停電少女と羽蟲のオーケストラ -旋律、零。-（緋影）

2012年
- らいか・デイズ（来華の祖母〈春菜ハル〉）

2013年
- Sound Drama Fate/EXTRA 第一章「月の聖杯戦争」（ライダー）
- ぽちゃぽちゃ水泳部（カツ代の祖母）

2017年
- 爆走兄弟レッツ&ゴー!! 超青春ドラマCD（鷹羽リョウ）

2018年
- 爆走兄弟レッツ&ゴー!! 超青春ドラマCD 第2弾（鷹羽リョウ）

### 吹き替え

#### 担当女優
カーラ・グギノ
- ウォッチメン（サリー・ジュピター / 初代シルク・スペクター）
- スパイキッズシリーズ（イングリッド・コルテス）
  - スパイキッズ ※ソフト版
  - スパイキッズ2 失われた夢の島
  - スパイキッズ3-D:ゲームオーバー

- 空飛ぶペンギン（アマンダ・ポッパー）
- ナイト ミュージアム（レベッカ・ハットマン）

クィーン・ラティファ
- 恋のスラムダンク（レスリー）
- シカゴ（メイトロン・モートン）
- デンジャラスな妻たち（ニーナ）
- 僕が結婚を決めたワケ（スーザン・ワーナー）
- 女神が家にやってきた（シャーリーン・モートン）

ナオミ・ハリス
- パイレーツ・オブ・カリビアンシリーズ（ティア・ダルマ）
  - パイレーツ・オブ・カリビアン/デッドマンズ・チェスト
  - パイレーツ・オブ・カリビアン/ワールド・エンド

- マイアミ・バイス（トゥルーディー・ジョプリン）※ソフト版

ヘレナ・ボナム＝カーター
- エノーラ・ホームズの事件簿（ユードリア・ホームズ）
  - エノーラ・ホームズの事件簿2

- オーシャンズ8（ローズ・ワイル）
- ダーク・シャドウ（ジュリア・ホフマン博士）
- ハリー・ポッターシリーズ（ベラトリックス・レストレンジ）
  - ハリー・ポッターと不死鳥の騎士団
  - ハリー・ポッターと謎のプリンス
  - ハリー・ポッターと死の秘宝 PART1
  - ハリー・ポッターと死の秘宝 PART2

- ハリー・ポッター20周年記念: リターン・トゥ・ホグワーツ（本人）
- ファイト・クラブ（マーラ・シンガー）※ソフト版

マーヤ・ルドルフ
- あの夏のルカ（ダニエラ）
- 26世紀青年（リタ）
- ブルー きみは大丈夫（アリー）

ロレッタ・デヴァイン
- クラッシュ（シャニクア・ジョンソン）
- ハート・オブ・ウーマン（フロー）※ソフト版
- 弁護士イーライのふしぎな日常（パティ）
- ルール（リーズ・ウィルソン）

#### 映画
- アイス・プラネット（シネイダ）
- アウトロー・ポリス/傷だらけのバッジ（スージー）
- あの頃ペニー・レインと（サファイア〈フェアルザ・バルク〉）
- インビジブル（ジャニス・ウォルトン〈メアリー・ランドル〉）※テレビ朝日版
- ヴィドック（プレア）
- ヴェノム（マリア〈メローラ・ウォルターズ〉[64]）
- エージェント・コーディ（ロニカ・マイルズ〈アンジー・ハーモン〉）
- エイリアン2（バスケス〈ジェニット・ゴールドスタイン〉）※DVD・ビデオ版
- エイリアン4（コール〈ウィノナ・ライダー〉）※フジテレビ版
- エド・ウッド（ドロレス・フーラー〈サラ・ジェシカ・パーカー〉）
- ガールズ ※フジテレビ版
- かいじゅうたちのいるところ（ママ〈キャサリン・キーナー〉）
- カサンドロ リング上のドラァグクイーン（ヨカスタ〈ペルラ・デ・ラ・ローザ〉）
- 彼女を見ればわかること（リリー〈ヴァレリア・ゴリノ〉）
- 君はONLY ONE（ジェーン〈タマラ・チュニー〉）
- キル・ビル Vol.1（コッパーヘッド〈ヴィヴィカ・A・フォックス〉）
- クライモリ デッド・エンド（キンバリー）
- クリスマスキューピッド（ヴィヴィアン）
- グレイス・オブ・マイ・ハート（ドリス・シェリー）
- クレイドル・ウィル・ロック
- ゲッタウェイ（フラン・カーヴェイ〈ジェニファー・ティリー〉）※ソフト版
- ゴールド・ディガーズ/伝説の秘宝を追え!（リネット・サレルノ〈ダイアナ・スカーウィッド〉）
- コールド マウンテン（ルビー〈レネー・ゼルウィガー〉）※ソフト版、Netflix版
- サーフィン ドッグ（メイジー）
- 殺人魚フライングキラー ※テレビ朝日版
- サンドロット/僕らがいた夏（ハム）※ビデオ版
- 6デイズ/7ナイツ（ロビン〈アン・ヘッシュ〉）※フジテレビ版
- シティ・スリッカーズ（ナンシー〈イヤードリー・スミス〉）※ビデオ版
- ジョーズ ※TBS版
- スクール・ウォーズ/もうイジメは懲りごり!（ベン・レアリー）
- すべてをあなたに（マーガレット〈リタ・ウィルソン〉）
- スラップ・ショット3（バーニー・フレイジャー〈リンダ・ボイド〉）
- ソウル・フード（アマッド）
- そんなガキなら捨てちゃえば?（ジョイ・デサンティス〈チェルシー・ハンドラー〉）
- ダーク・ハーフ（リズ・ボーモント〈エイミー・マディガン〉）※テレビ東京版（BD収録）
- TAXiシリーズ（ペトラ〈エマ・シェーベルイ〉）※フジテレビ版
  - TAXi
  - TAXi2
  - TAXi3
- 探偵犬シャーロック（ビリー・アンダーソン）
- チーム★アメリカ/ワールドポリス（サラ）
- ディア・ブラザー（エイブラ・ライス〈ミニー・ドライヴァー〉）
- デス・プルーフ in グラインドハウス（キム〈トレイシー・トムズ〉）
- DOA/デッド・オア・アライブ（ティナ〈ジェイミー・プレスリー〉）
- デビル・リベンジャー 復讐の殺人者（シェリー〈ブロンウェン・マンテル〉）
- デンジャラス・ビューティー（グレイシー・ハート〈サンドラ・ブロック〉）※WOWOW版
- トーク・トゥ・ハー（リディア・ゴンザレス〈ロサリオ・フローレス〉）
- ナインハーフ
- ネバーエンディング・ストーリー 第2章 ※テレビ朝日版
- パーシー・ジャクソンとオリンポスの神々（ドッズ先生 / エリーニュス〈マリア・オルセン〉）
- ハーレイ・クインの華麗なる覚醒 BIRDS OF PREY（レニー・モントーヤ〈ロージー・ペレス〉[65]）
- ハイ・クライムズ（ジャッキー〈アマンダ・ピート〉）※ソフト版
- バックドラフト ※フジテレビ版
- ハドソン・ホーク（アーモンド・チョコ〈ロレイン・トゥーサント〉）※日本テレビ版
- ハリウッドランド（レオノア・レモン〈ロビン・タニー〉）
- ハンテッド（ジュンコ〈夏木マリ〉）
- ビーン（ケヴィン・ラングレー〈アンドリュー・ローレンス〉）※DVD・ビデオ版
- ファイナル・コンタクト（アンディ・ウィルソン）
- ファイヤードラゴン/火雲伝奇（タン・リンユウ〈サンドラ・ン〉）
- フォー・ルームス（ベティ〈キャシー・グリフィン〉）
- フライング・キッズ（コズモ・カニングスビー〈イーサン・エンブリー〉）
- フリー・ウィリー（ジェシー〈ジェイソン・ジェームズ・リクター〉）※テレビ朝日版
- フリントストーン2/ビバ・ロック・ベガス（ベティ・オシェール〈ジェーン・クラコウスキー〉）
- ブレイブ ワン（エリカ・ベイン〈ジョディ・フォスター〉）
- フロム・ダスク・ティル・ドーン3（キャサリン・リース〈ジョーダナ・スパイロ〉）
- ベーゼ・モア（ナディーヌ〈カレン・ランコム〉）
- ヘドウィグ・アンド・アングリーインチ（イツハク〈ミリアム・ショア〉）
- ベビー・シッターズ・クラブ（ジェシー・ラムジー〈ゼルダ・ハリス〉）
- ホーンティング（ネル〈リリ・テイラー〉）
- マイティ・ジョー（シシリー・バンクス〈レジーナ・キング〉）※ソフト版
- マッキーとマック（キャロル〈マーティン・スミッツ〉）
- マンハッタン花物語（キム〈パメラ・アドロン〉）
- モンスター（アイリーン・ウォーノス〈シャーリーズ・セロン〉）
- モンスター・ハント（パンイン〈サンドラ・ン〉）
- ユニバーサル・ソルジャー/ザ・リターン（マギー〈キアナ・トム〉）
- 夜の道（ジョーイ・アダムス）※ソフト版
- ラストサマー2（カーラ・ウィルソン〈ブランディ〉）※ソフト版
- リーグ・オブ・レジェンド/時空を超えた戦い（ミナ・ハーカー〈ペータ・ウィルソン〉）
- 理想の彼氏（ローラ〈リン・ウィットフィールド〉）
- リトル・ダンサー（マイケル・キャフリー）※BD版
- リトル・マーメイド（スカットル[66]）
- ルーカスの初恋メモリー（アリス〈コートニー・ソーン＝スミス〉）※テレビ放送版（DVD収録）
- レディ・バード（マリオン・マクファーソン〈ローリー・メトカーフ〉）
- ワーキング・ガール（ドリーン）※テレビ朝日版

#### ドラマ
- アリー my Love（エレイン〈ジェーン・クラコウスキー〉）
- ER緊急救命室（サンディ・ロペス〈リサ・ビダル〉）
- WITHOUT A TRACE/FBI 失踪者を追え!（フラン）
- ウェアハウス13 〜秘密の倉庫 事件ファイル〜（アイリーン・フレデリック夫人〈CCH・パウンダー〉）
- ウルフ教授の科学捜査ファイル（ベッツィ〈クリスティン・トレマルコ〉[67]）
- エクスカリバー 聖剣伝説（マブ女王〈ミランダ・リチャードソン〉）
- NCIS: ニューオーリンズ（カレン・イッゾ）
- NCIS 〜ネイビー犯罪捜査班
  - シーズン9 #5（マリアム・バワリ〈ショーレ・アグダシュルー〉）
  - シーズン11 #3（ヴェラ・ストリックランド〈ローマ・マフィア〉）
- F.B.EYE!! 相棒犬リーと女性捜査官スーの感動!事件簿（ルーシー・ドットソン〈エヌーカ・ヴァネッサ・オークマ〉）
- カムバック マドンナ〜私は伝説だ（イ・ファジャ〈ホン・ジミン〉）
- キリング・イヴ/Killing Eve シーズン4（フェルナンダ〈モニカ・ロペラ〉）
- 恐竜家族（マドレーヌ）
- glee/グリー（クインの母）
- クリミナル・マインド FBI行動分析課
  - シーズン7 #8 （モニカ・キングストン）
  - シーズン9 #15 （ジュディス・アンダーソン）
- グレイズ・アナトミー 恋の解剖学（ミランダ・ベイリー〈チャンドラ・ウィルソン〉）
- クワンティコ/FBIアカデミーの真実（ミランダ・ショウ〈アーンジャニュー・エリス〉）
- ゴシップガール（キャロル・ローデス）
- シカゴ・メッド（マギー・ロックウッド〈マーリーン・バレット〉[68]）
- 新・刑事コロンボシリーズ
  - 初夜に消えた花嫁（サマンサ）
  - 犯罪警報（マックス・ジャレット）
- スタートレック:ピカード（ラフィ(ラファエラ)・ムジカー〈ミシェル・ハード〉）
- スパイダー・エンジェル（ヘル〈ジーナ・トーレス〉）
- 続ハリーズ・ロー 裏通り法律事務所（パトリシア判事〈マリアンヌ・ジャン＝バプティスト〉）
- ディフェンダーズ 闘う弁護士（ベティ・ジョンソン）
- デスパレートな妻たち（ノーラ〈キルステン・ウォーレン〉）
- ナース・ジャッキー4（ジュールズ）
- ニキータ（ニキータ〈ペータ・ウィルソン〉）※TV版
- パワーレンジャー・ライトスピード・レスキュー（アラクノア）
- V.I.P.（ニッキー・フランコ〈ナタリー・レイタノ〉）
- プライベート・プラクティス 迷えるオトナたち（ミランダ・ベイリー〈チャンドラ・ウィルソン〉）
- ブラザーズ&シスターズ（カブリエラ・ローラン〈ソニア・ブラガ〉）
- マルコム in the Middle（ロイス・ウィルカーソン〈ジェーン・カツマレク〉）
- ミセス・アメリカ 〜時代に挑んだ女たち〜（シャーリー・チザム〈ウゾ・アドゥーバ〉[69]）
- ミッシング（メアリー・ドレスデン〈アーンジャニュー・エリス〉）
- ミルドレッドの魔女学校（ヘカテ・ハードブルーム〈ラケル・キャシディ〉[70]）※NHK版
- ムーンナイト（アメミット）
- メンタリスト シーズン4 #8（エルヴィア〈ジーナ・ロドリゲス〉）
- メントーズ〜世界の偉人からのメッセージ〜（サカガウィア）
- リーサル・ウェポン（トリッシュ・マータフ〈キーシャ・シャープ〉）
- 私はラブ・リーガル2 #8（アリソン・ウェブ〈キャンディス・ケイン〉）
- フォールアウト  (ベティ・ピアソン〈レスリー・アガムズ〉)

#### アニメ
- アークエ・ファミリー（シャオファン）
- イウォーク物語（ボジー、ドバー）※DVD版
- 怪盗グルーシリーズ
  - 怪盗グルーのミニオン危機一発（シャノン）
  - ミニオンズ（窓口女性）
  - 怪盗グルーのミニオン超変身（メローラ[71]）
- キャッツ・ドント・ダンス（ソイヤー）
- グーフィー・ムービー ホリデーは最高!!（P.J.）
- クワック・パック（デューイ）
- サウスパーク/無修正映画版（ウィノナ・ライダー 他）
- ザ・シンプソンズ（ゲーム少年）
  - ザ・シンプソンズ MOVIE（ネルソン・マンツの母）※劇場公開版
- 少女チャングムの夢（ヨンノ）
- シンデレラ（アナスタシア・トレメイン）※1992年公開版
- スヌーピーとチャーリーブラウン（ピック・ペン）
- タイニー・トゥーンズ（モンタナ・マックス）
- チャウダー（ミス・ベラム）
- チャギントン（デッカ[72]）
- ちいさなプリンセス ソフィア（マーラ）
- 長くつ下のピッピ（先生）
- ノートルダムの鐘II（エスメラルダ）
- パパはグーフィー（P.J.）
- パワーパフガールズ（ミス・サラ・ベラム、リトル・アートロ、少年、女、女の市民、母親）
  - パワーパフガールズ:ダンスパンツにご用心!（ミス・サラ・ベラム）
- ペンギン物語〜きらきら石のゆくえ〜
- ホーム 宇宙人ブーヴのゆかいな大冒険（ルーシー）
- ホーム・オン・ザ・レンジ にぎやか農場を救え!（グレイス）
- マダガスカル3（シャンタル・デュボア警部[73]）
- モンスターズ・インク（セリア）
  - モンスターズ・ワーク
- ユニコーンのテルマ（テルマ）
- ラーヤと龍の王国（シスー[74]）
- リブート（エンゾ）※フジテレビ版
- ワンス・アポン・ア・スタジオ -100年の思い出-（シスー）

### 映画
- 神☆ヴォイス（2011年、マリアママ）

### 舞台
- 魔神英雄伝ワタル3 メモリアル・ライブ 〜See You Again〜（1992年）
- 魔神英雄伝ワタル W復活祭 60分間世界一周!（1993年、海火子）
- サクラ大戦歌謡ショウ（マリア・タチバナ）
- ハートキャッチプリキュア! ミュージカルショー（サソリーナ）
- チョコレートガールズ（KOYA・MAPvol.3、2010年2月10日 - 2月14日） - ママ 役
- スーパーLIVEショー「ダブルヒロイン」（2011年9月22日・24日 - 26日、品川ステラボール） - エマジャクソン 役
- コーネンキーズ 第1回公演 巣鴨地蔵通り商店街 喫茶「若草」物語（2012年4月25日 - 30日）
- 朗読劇「タチヨミ-最終巻-」（2025年6月11日 - 15日、本多劇場）[75]
- 藤原たまえプロデュース vol.20「大遺作」（2025年7月24日 - 27日〈予定〉、本多劇場）[76]

### ナレーション
- 江角マキコの恋愛の科学
- 金のA様×銀のA様
- メデューサの瞳 〜人を見抜く天才たち〜
- 目撃!ドキュン
- BS1スペシャル「マルレ〜"特攻艇"隊員たちの戦争〜」（2021年8月9日、NHK BS1）

### CM
- 熱血最強ゴウザウラー関連
  - ザウラーチェンジャー&ザウラーブレス
  - 熱血最強ゴウザウラーBD-BOX

### ラジオ
- しろがねしょぉむと高乃麗の Voice-Bee-get!（ラジオ大阪）
- AKB48秋元才加・宮澤佐江のうっかりチャンネル内ラジオドラマ「ダブルヒロイン」エマ・ジャクソン（パンドラ7責任者）役（文化放送）

### その他のコンテンツ
- 完全勝利ダイテイオー プロモーションディスク 完全勝利Ver.（峯崎拳一[77]）
- まいにちがたからもの（ぶんちゃん、ミーノ） 旺文社幼児用学習教材
- 東京ディズニーランド
  - モンスターズ・インク“ライド&ゴーシーク!”（セリア）
- ひらがなあーん！（てんてんむし）
- 英語であそぼ（ビボ、「たんけんゴブリン島」 → 「ハロー!エスカルゴ島」）
- CRさくらももこ劇場コジコジ2（次郎）
- 熱血最強ゴウザウラー 特撮!! ザウラーズ アフレコ風景（インタビュー出演）

## ディスコグラフィ
- シングル
  - BORN TO LOVE YOU（1992年12月16日）
  - Le Blanche Elephant（2001年8月15日）
- アルバム
  - OOH,LALA（1994年12月21日）
  - サウンド・オブ・サイレンス（1998年9月23日） - 「ミセス・ロビンソン」と「アメリカ」を歌唱
- ミニアルバム
  - 天国への階段（2007年11月30日）